# Жонзак (округ)
Жонзак (фр. Jonzac) — округ (фр. Arrondissement) во Франции, один из округов в регионе Новая Аквитания. Департамент округа — Шаранта Приморская. Супрефектура — Жонзак.
Население округа на 2006 год составляло 53 637 человек. Плотность населения составляет 35 чел./км². Площадь округа составляет всего 1530 км².

## Территориальное деление
Округ разделён на 7 кантонов:
- Аршьяк
- Жонзак
- Мирамбо
- Монгион
- Монльё-ла-Гард
- Монтандр
- Сен-Жени-де-Сантонж